# Liste der Innenminister von Frankreich
Der Innenminister bekleidet in Frankreich eines der wichtigsten Regierungsämter. Er ist verantwortlich für die Polizei und die Beziehungen zwischen der Zentral- und den Regionalregierungen. 

## 1790 bis 1848
| Minister                                           | Beginn             | Ende               |
| -------------------------------------------------- | ------------------ | ------------------ |
| François Emmanuel Guignard, comte de Saint-Priest  | 7. August 1790     | 25. Januar 1791    |
| Claude Antoine Valdec de Lessart                   | 25. Januar 1791    | 29. November 1791  |
| Bon-Claude Cahier de Gerville                      | 29. November 1791  | 24. März 1792      |
| Jean-Marie Roland de La Platière                   | 24. März 1792      | 13. Juni 1792      |
| Jacques Antoine Mourgue                            | 13. Juni 1792      | 18. Juni 1792      |
| Antoine René, marquis de Terrier de Monciel        | 18. Juni 1792      | 17. Juli 1792      |
| Étienne Louis Hector de Joly                       | 17. Juli 1792      | 21. Juli 1792      |
| Clément Felix Champion de Villeneuve               | 21. Juli 1792      | 10. August 1792    |
| Jean-Marie Roland de La Platière                   | 10. August 1792    | 23. Januar 1793    |
| Dominique Joseph Garat                             | 23. Januar 1793    | 20. August 1793    |
| Jules François Paré                                | 20. August 1793    | 5. April 1794      |
| Jean Marie Claude Alexandre Goujon                 | 5. April 1794      | 8. April 1794      |
| Martial Joseph Armand Herman                       | 8. April 1794      | 20. April 1794     |
| unbesetzt                                          | 20. April 1794     | 3. November 1795   |
| Pierre Bénézech                                    | 3. November 1795   | 15. Juli 1797      |
| Nicolas-Louis François de Neufchâteau              | 15. Juli 1797      | 13. September 1797 |
| François Sébastien Letourneux                      | 13. September 1797 | 17. Juni 1798      |
| Nicolas-Louis François de Neufchâteau              | 17. Juni 1798      | 22. Juni 1799      |
| Nicolas Marie Quinette                             | 22. Juni 1799      | 10. November 1799  |
| Pierre-Simon Laplace                               | 12. November 1799  | 25. Dezember 1799  |
| Lucien Bonaparte                                   | 25. Dezember 1799  | 7. November 1800   |
| Jean-Antoine Chaptal                               | 7. November 1800   | 7. August 1804     |
| Jean-Baptiste Nompère de Champagny                 | 7. August 1804     | 9. August 1807     |
| Emmanuel Crétet                                    | 9. August 1807     | 29. Juni 1809      |
| Joseph Fouché                                      | 29. Juni 1809      | 1. Oktober 1809    |
| Jean-Pierre Bachasson de Montalivet                | 1. Oktober 1809    | 1. April 1814      |
| Jacques Claude Beugnot                             | 3. April 1814      | 13. Mai 1814       |
| François Xavier de Montesquiou-Fézensac            | 13. Mai 1814       | 20. März 1815      |
| Lazare Carnot                                      | 20. März 1815      | 22. Juni 1815      |
| Claude Carnot-Feulin                               | 22. Juni 1815      | 7. Juli 1815       |
| Étienne-Denis Pasquier                             | 7. Juli 1815       | 26. September 1815 |
| Vincent-Marie Viénot de Vaublanc                   | 26. September 1815 | 7. Mai 1816        |
| Joseph Henri Joachim Lainé                         | 7. Mai 1816        | 29. Dezember 1818  |
| Élie Decazes                                       | 29. Dezember 1818  | 20. Februar 1820   |
| Joseph Jérôme Siméon                               | 20. Februar 1820   | 14. Dezember 1821  |
| Jacques Joseph Guillaume Pierre, comte de Corbière | 14. Dezember 1821  | 4. Januar 1828     |
| Jean-Baptiste Gay, vicomte de Martignac            | 4. Januar 1828     | 8. August 1829     |
| François Régis de La Bourdonnaye                   | 8. August 1829     | 18. November 1829  |
| Guillaume Isidore, comte de Montbel                | 18. November 1829  | 19. Mai 1830       |
| Pierre-Denis de Peyronnet                          | 19. Mai 1830       | 31. Juli 1830      |
| Achille-Léon-Victor de Broglie                     | 31. Juli 1830      | 1. August 1830     |
| François Guizot                                    | 1. August 1830     | 2. November 1830   |
| Marthe Camille Bachasson de Montalivet             | 2. November 1830   | 13. März 1831      |
| Casimir Pierre Perier                              | 13. März 1831      | 27. April 1832     |
| Marthe Camille Bachasson de Montalivet             | 27. April 1832     | 11. Oktober 1832   |
| Adolphe Thiers                                     | 11. Oktober 1832   | 31. Dezember 1832  |
| Antoine, comte d'Argout                            | 31. Dezember 1832  | 4. April 1834      |
| Adolphe Thiers                                     | 4. April 1834      | 10. November 1834  |
| Hugues Bernard Maret, duc de Bassano               | 10. November 1834  | 18. November 1834  |
| Adolphe Thiers                                     | 18. November 1834  | 22. Februar 1836   |
| Marthe Camille Bachasson de Montalivet             | 22. Februar 1836   | 6. September 1836  |
| Adrien de Gasparin                                 | 6. September 1836  | 15. April 1837     |
| Marthe Camille Bachasson de Montalivet             | 15. April 1837     | 31. März 1839      |
| Adrien de Gasparin                                 | 31. März 1839      | 12. Mai 1839       |
| Charles Marie Tanneguy Duchâtel                    | 12. Mai 1839       | 1. März 1840       |
| Charles, comte de Rémusat                          | 1. März 1840       | 29. Oktober 1840   |
| Charles Marie Tanneguy Duchâtel                    | 29. Oktober 1840   | 24. Februar 1848   |

## 1848 bis 1870
| Minister                                 | Beginn            | Ende              |
| ---------------------------------------- | ----------------- | ----------------- |
| Alexandre Ledru-Rollin                   | 24. Februar 1848  | 11. Mai 1848      |
| Adrien Recurt                            | 11. Mai 1848      | 28. Juni 1848     |
| Antoine Sénard                           | 28. Juni 1848     | 13. Oktober 1848  |
| Jules Dufaure                            | 13. Oktober 1848  | 20. Dezember 1848 |
| Léon de Malleville                       | 20. Dezember 1848 | 29. Dezember 1848 |
| Léon Faucher                             | 29. Dezember 1848 | 2. Juni 1849      |
| Jules Dufaure                            | 2. Juni 1849      | 31. Oktober 1849  |
| Ferdinand Barrot                         | 31. Oktober 1849  | 15. März 1850     |
| Jules Baroche                            | 15. März 1850     | 24. Januar 1851   |
| Marc Antoine Henri Marius Vaïsse         | 24. Januar 1851   | 10. April 1851    |
| Léon Faucher                             | 10. April 1851    | 26. Oktober 1851  |
| René de Thorigny                         | 26. Oktober 1851  | 2. Dezember 1851  |
| Charles Auguste, duc de Morny            | 2. Dezember 1851  | 22. Januar 1852   |
| Victor Fialin, duc de Persigny           | 22. Januar 1852   | 23. Juni 1854     |
| Adolphe Billault                         | 23. Juni 1854     | 7. Februar 1858   |
| Esprit Espinasse                         | 7. Februar 1858   | 14. Juni 1858     |
| Claude Alphonse Delangle                 | 14. Juni 1858     | 5. Mai 1859       |
| Louis Arrighi de Casanova, duc de Padoue | 5. Mai 1859       | 1. November 1859  |
| Adolphe Billault                         | 1. November 1859  | 5. Dezember 1860  |
| Victor Fialin, duc de Persigny           | 5. Dezember 1860  | 23. Juni 1863     |
| Paul Boudet                              | 23. Juni 1863     | 28. März 1865     |
| Charles de La Valette                    | 28. März 1865     | 13. November 1867 |
| Ernest Pinard                            | 13. November 1867 | 17. Dezember 1868 |
| Adolphe de Forcade La Roquette           | 17. Dezember 1868 | 2. Januar 1870    |
| Eugène Chevandier de Valdrôme            | 2. Januar 1870    | 18. August 1870   |
| Julien-Théophile-Henri Chevreau          | 18. August 1870   | 4. September 1870 |

## 1870 bis 1940
| Minister                          | Beginn            | Ende              |
| --------------------------------- | ----------------- | ----------------- |
| Léon Gambetta                     | 4. September 1870 | 6. Februar 1871   |
| Emmanuel Arago                    | 6. Februar 1871   | 19. Februar 1871  |
| Ernest Picard                     | 19. Februar 1871  | 5. Juni 1871      |
| Félix Lambrecht                   | 5. Juni 1871      | 8. Oktober 1871   |
| Auguste Casimir-Perier            | 11. Oktober 1871  | 6. Februar 1872   |
| Victor Lefranc                    | 6. Februar 1872   | 7. Dezember 1872  |
| Marc-Eugène de Goulard            | 7. Dezember 1872  | 18. Mai 1873      |
| Auguste Casimir-Perier            | 18. Mai 1873      | 25. Mai 1873      |
| Charles Beulé                     | 25. Mai 1873      | 26. November 1873 |
| Albert de Broglie                 | 26. November 1873 | 22. Mai 1874      |
| Oscar Bardi de Fourtou            | 22. Mai 1874      | 20. Juli 1874     |
| François, baron de Chabaud-Latour | 20. Juli 1874     | 10. März 1875     |
| Louis-Joseph Buffet               | 10. März 1875     | 23. Februar 1876  |
| Jules Dufaure                     | 23. Februar 1876  | 9. März 1876      |
| Amable Ricard                     | 9. März 1876      | 11. Mai 1876      |
| Émile de Marcère                  | 15. Mai 1876      | 12. Dezember 1876 |
| Jules Simon                       | 12. Dezember 1876 | 17. Mai 1877      |
| Oscar Bardi de Fourtou            | 17. Mai 1877      | 23. November 1877 |
| Charles Welche                    | 23. November 1877 | 13. Dezember 1877 |
| Émile de Marcère                  | 13. Dezember 1877 | 4. März 1879      |
| Charles Lepère                    | 4. März 1879      | 17. Mai 1880      |
| Ernest Constans                   | 17. Mai 1880      | 14. November 1881 |
| René Waldeck-Rousseau             | 14. November 1881 | 30. Januar 1882   |
| René Goblet                       | 30. Januar 1882   | 7. August 1882    |
| Armand Fallières                  | 7. August 1882    | 21. Februar 1883  |
| René Waldeck-Rousseau             | 21. Februar 1883  | 6. April 1885     |
| François Allain-Targé             | 6. April 1885     | 7. Januar 1886    |
| Ferdinand Sarrien                 | 7. Januar 1886    | 11. Dezember 1886 |
| René Goblet                       | 11. Dezember 1886 | 30. Mai 1887      |
| Armand Fallières                  | 30. Mai 1887      | 12. Dezember 1887 |
| Ferdinand Sarrien                 | 12. Dezember 1887 | 3. April 1888     |
| Charles Thomas Floquet            | 3. April 1888     | 22. Februar 1889  |
| Ernest Constans                   | 22. Februar 1889  | 1. März 1890      |
| Léon Bourgeois                    | 1. März 1890      | 17. März 1890     |
| Ernest Constans                   | 17. März 1890     | 27. Februar 1892  |
| Émile Loubet                      | 27. Februar 1892  | 11. Januar 1893   |
| Alexandre Ribot                   | 11. Januar 1893   | 4. April 1893     |
| Charles Dupuy                     | 4. April 1893     | 3. Dezember 1893  |
| David Raynal                      | 3. Dezember 1893  | 30. Mai 1894      |
| Charles Dupuy                     | 30. Mai 1894      | 26. Januar 1895   |
| Georges Leygues                   | 26. Januar 1895   | 1. November 1895  |
| Léon Bourgeois                    | 1. November 1895  | 28. März 1896     |
| Ferdinand Sarrien                 | 30. März 1896     | 29. April 1896    |
| Louis Barthou                     | 29. April 1896    | 28. Juni 1898     |
| Henri Brisson                     | 28. Juni 1898     | 1. November 1898  |
| Charles Dupuy                     | 1. November 1898  | 22. Juni 1899     |
| Pierre Waldeck-Rousseau           | 22. Juni 1899     | 7. Juni 1902      |
| Émile Combes                      | 7. Juni 1902      | 24. Januar 1905   |
| Eugène Étienne                    | 24. Januar 1905   | 12. November 1905 |
| Fernand Dubief                    | 12. November 1905 | 14. März 1906     |
| Georges Clemenceau                | 14. März 1906     | 24. Juli 1909     |
| Aristide Briand                   | 24. Juli 1909     | 2. März 1911      |
| Ernest Monis                      | 2. März 1911      | 27. Juni 1911     |
| Joseph Caillaux                   | 27. Juni 1911     | 14. Januar 1912   |
| Théodore Steeg                    | 14. Januar 1912   | 21. Januar 1913   |
| Aristide Briand                   | 21. Januar 1913   | 22. März 1913     |
| Louis-Lucien Klotz                | 22. März 1913     | 9. Dezember 1913  |
| René Renoult                      | 9. Dezember 1913  | 17. März 1914     |
| Louis Malvy                       | 17. März 1914     | 9. Juni 1914      |
| Paul Peytral                      | 9. Juni 1914      | 13. Juni 1914     |
| Louis Malvy                       | 13. Juni 1914     | 31. August 1917   |
| Théodore Steeg                    | 1. September 1917 | 16. November 1917 |
| Jules Pams                        | 16. November 1917 | 20. Januar 1920   |
| Théodore Steeg                    | 20. Januar 1920   | 16. Januar 1921   |
| Pierre Marraud                    | 16. Januar 1921   | 15. Januar 1922   |
| Maurice Maunoury                  | 15. Januar 1922   | 29. März 1924     |
| Justin de Selves                  | 29. März 1924     | 14. Juni 1924     |
| Camille Chautemps                 | 14. Juni 1924     | 17. April 1925    |
| Abraham Schrameck                 | 17. April 1925    | 22. November 1925 |
| Camille Chautemps                 | 28. November 1925 | 9. März 1926      |
| Louis Malvy                       | 9. März 1926      | 10. April 1926    |
| Jean Durand                       | 10. April 1926    | 19. Juli 1926     |
| Camille Chautemps                 | 19. Juli 1926     | 23. Juli 1926     |
| Albert Sarraut                    | 23. Juli 1926     | 11. November 1928 |
| André Tardieu                     | 11. November 1928 | 21. Februar 1930  |
| Camille Chautemps                 | 21. Februar 1930  | 2. März 1930      |
| André Tardieu                     | 2. März 1930      | 13. Dezember 1930 |
| Georges Leygues                   | 13. Dezember 1930 | 27. Januar 1931   |
| Pierre Laval                      | 27. Januar 1931   | 14. Januar 1932   |
| Pierre Cathala                    | 14. Januar 1932   | 20. Februar 1932  |
| Albert Mahieu                     | 20. Februar 1932  | 3. Juni 1932      |
| Camille Chautemps                 | 3. Juni 1932      | 30. Januar 1934   |
| Eugène Frot                       | 30. Januar 1934   | 9. Februar 1934   |
| Albert Sarraut                    | 9. Februar 1934   | 13. Oktober 1934  |
| Paul Marchandeau                  | 13. Oktober 1934  | 8. November 1934  |
| Marcel Régnier                    | 8. November 1934  | 1. Juni 1935      |
| Fernand Bouisson                  | 1. Juni 1935      | 7. Juni 1935      |
| Joseph Paganon                    | 7. Juni 1935      | 24. Januar 1936   |
| Albert Sarraut                    | 24. Januar 1936   | 4. Juni 1936      |
| Roger Salengro                    | 4. Juni 1936      | 18. November 1936 |
| Marx Dormoy                       | 24. November 1936 | 18. Januar 1938   |
| Albert Sarraut                    | 18. Januar 1938   | 13. März 1938     |
| Marx Dormoy                       | 13. März 1938     | 10. April 1938    |
| Albert Sarraut                    | 10. April 1938    | 21. März 1940     |
| Henri Roy                         | 21. März 1940     | 18. Mai 1940      |
| Georges Mandel                    | 18. Mai 1940      | 16. Juni 1940     |
| Charles Pomaret                   | 16. Juni 1940     | 26. Juni 1940     |
| Adrien Marquet                    | 27. Juni 1940     | 6. September 1940 |
| Marcel Peyrouton                  | 6. September 1940 | 14. Februar 1941  |
| François Darlan                   | 14. Februar 1941  | 18. Juli 1941     |
| Pierre Pucheu                     | 18. Juli 1941     | 18. April 1942    |
| Pierre Laval                      | 18. April 1942    | 20. August 1944   |

## 1941 bis 1944
| Freie Kommissare                | Beginn             | Ende               |
| ------------------------------- | ------------------ | ------------------ |
| André Diethelm                  | 24. September 1941 | 28. Juli 1942      |
| André Philip                    | 28. Juli 1942      | 9. November 1943   |
| Emmanuel d’Astier de la Vigerie | 9. November 1943   | 10. September 1944 |

## 1944 bis heute
| Minister                          | Beginn                  | Ende              |
| --------------------------------- | ----------------------- | ----------------- |
| Adrien Tixier                     | 10. September 1944      | 26. Januar 1946   |
| André Le Troquer                  | 26. Januar 1946         | 24. Juni 1946     |
| Édouard Depreux                   | 24. Juni 1946           | 24. November 1947 |
| Jules Moch                        | 24. November 1947       | 7. Februar 1950   |
| Henri Queuille                    | 7. Februar 1950         | 11. August 1951   |
| Charles Brune                     | 11. August 1951         | 28. Juni 1953     |
| Léon Martinaud-Déplat             | 28. Juni 1953           | 19. Juni 1954     |
| François Mitterrand               | 19. Juni 1954           | 23. Februar 1955  |
| Maurice Bourgès-Maunoury          | 23. Februar 1955        | 1. Dezember 1955  |
| Edgar Faure                       | 1. Dezember 1955        | 1. Februar 1956   |
| Jean Gilbert-Jules                | 1. Februar 1956         | 6. November 1957  |
| Maurice Bourgès-Maunoury          | 6. November 1957        | 14. Mai 1958      |
| Maurice Faure                     | 14. Mai 1958            | 17. Mai 1958      |
| Jules Moch                        | 17. Mai 1958            | 1. Juni 1958      |
| Émile Pelletier                   | 1. Juni 1958            | 8. Januar 1959    |
| Jean Berthoin                     | 8. Januar 1959          | 28. Mai 1959      |
| Pierre Chatenet                   | 28. Mai 1959            | 6. Mai 1961       |
| Roger Frey                        | 6. Mai 1961             | 6. April 1967     |
| Christian Fouchet                 | 6. April 1967           | 30. Mai 1968      |
| Raymond Marcellin                 | 30. Mai 1968            | 27. Februar 1974  |
| Jacques Chirac                    | 27. Februar 1974        | 28. Mai 1974      |
| Michel Poniatowski                | 28. Mai 1974            | 30. März 1977     |
| Christian Bonnet                  | 30. März 1977           | 22. Mai 1981      |
| Gaston Defferre                   | 22. Mai 1981            | 19. Juli 1984     |
| Pierre Joxe                       | 19. Juli 1984           | 20. März 1986     |
| Charles Pasqua                    | 20. März 1986           | 12. Mai 1988      |
| Pierre Joxe                       | 12. Mai 1988            | 29. Januar 1991   |
| Philippe Marchand                 | 29. Januar 1991         | 2. April 1992     |
| Paul Quilès                       | 2. April 1992           | 29. März 1993     |
| Charles Pasqua                    | 29. März 1993           | 18. Mai 1995      |
| Jean-Louis Debré                  | 18. Mai 1995            | 4. Juni 1997      |
| Jean-Pierre Chevènement           | 4. Juni 1997            | 29. August 2000   |
| Daniel Vaillant                   | 29. August 2000         | 7. Mai 2002       |
| Nicolas Sarkozy                   | 7. Mai 2002             | 31. März 2004     |
| Dominique de Villepin             | 31. März 2004           | 31. Mai 2005      |
| Nicolas Sarkozy                   | 2. Juni 2005            | 26. März 2007     |
| François Baroin                   | 26. März 2007           | 18. Mai 2007      |
| Michèle Alliot-Marie              | 18. Mai 2007            | 23. Juni 2009     |
| Brice Hortefeux                   | 23. Juni 2009           | 27. Februar 2011  |
| Claude Guéant                     | 27. Februar 2011        | 15. Mai 2012      |
| Manuel Valls                      | 16. Mai 2012            | 2. April 2014     |
| Bernard Cazeneuve                 | 2. April 2014           | 6. Dezember 2016  |
| Bruno Le Roux                     | 6. Dezember 2016        | 21. März 2017     |
| Matthias Fekl                     | 21. März 2017           | 17. Mai 2017      |
| Gérard Collomb                    | 17. Mai 2017            | 3. Oktober 2018   |
| Édouard Philippe (interimistisch) | 3. Oktober 2018         | 16. Oktober 2018  |
| Christophe Castaner               | 16. Oktober 2018        | 6. Juli 2020      |
| Gérald Darmanin                   | 6. Juli 2020            | 5. September 2024 |
| Bruno Retailleau                  | seit 21. September 2024 |                   |